# Stigmidium microsporum
Stigmidium microsporum är en lavart som beskrevs av Etayo & Osorio 2004. Stigmidium microsporum ingår i släktet Stigmidium och familjen Mycosphaerellaceae.   Inga underarter finns listade i Catalogue of Life.